# 遠藤祐弘
遠藤 祐弘（えんどう ゆうこう、1937年‐）は、日本の文筆家、サイクリング愛好家、旅行家。

## 来歴
1937年、自転車屋の子息として東京に生まれる。早稲田大学を卒業後、谷津田輪業に入社し、その後自転車で西ヨーロッパ・東南アジア・オセアニアなど世界各国を回りその体験を本に記す。
本業の傍ら、東京都ユースホテル協会評議員を務め現在東京サイクルリーダーズ主宰している。

## 著書
- ブルーガイド『サイクリング（技術とガイド）』実業之日本社（1989年）
- 『ぼくらのサイクリング』朝日ソノラマ（1973年）
- 『サイクリング : テクニック図解と全国コースガイド』 実業之日本社 1989 5訂
- 『サイクリング : 技術とコースガイド 』 実業之日本社 1982 改訂
- 『サイクリングに恋をして ヨーロッパ編』文芸社（2006年）